# Друга влада Андрије Радовића
У егзилу, у Француској, нову владу је формирао Андрија Радовић (29. IV 1916 - 4. I 1917). Због одбијања краља Николе да се одрекне пријестола, а Црну Гору припоји Србији, Андрија Радовић је поднио оставку.

## Чланови владе
| Функција                              | Слика     | Име и презиме   | Детаљи |
| ------------------------------------- | --------- | --------------- | ------ |
| Предсједник Министарског Савјета      |           | Андрија Радовић |        |
| Министар Спољних Послова              |           | Андрија Радовић |        |
| Министар Финансија и Грађевина        | заступник | Андрија Радовић |        |
| Министар Просвјете и Црквених Послова |           | Перо Вучковић   |        |
| Министар Правде                       | заступник | Перо Вучковић   |        |
| Министар Унутрашњих Послова           | заступник | Перо Вучковић   |        |
| Министар Војни                        |           | Мило Матановић  |        |